# Salamanca (Madrid)
Salamanca is een district ten noordoosten van het historische centrum van de Spaanse hoofdstad Madrid. Het grenst ten oosten aan de districten Centro en Chamberí. In het noorden aan Chamartín, en in het zuiden aan Retiro. In het westen grenst het stadsdeel aan Ciudad Lineal. Salamanca telt ongeveer 151.000 inwoners.

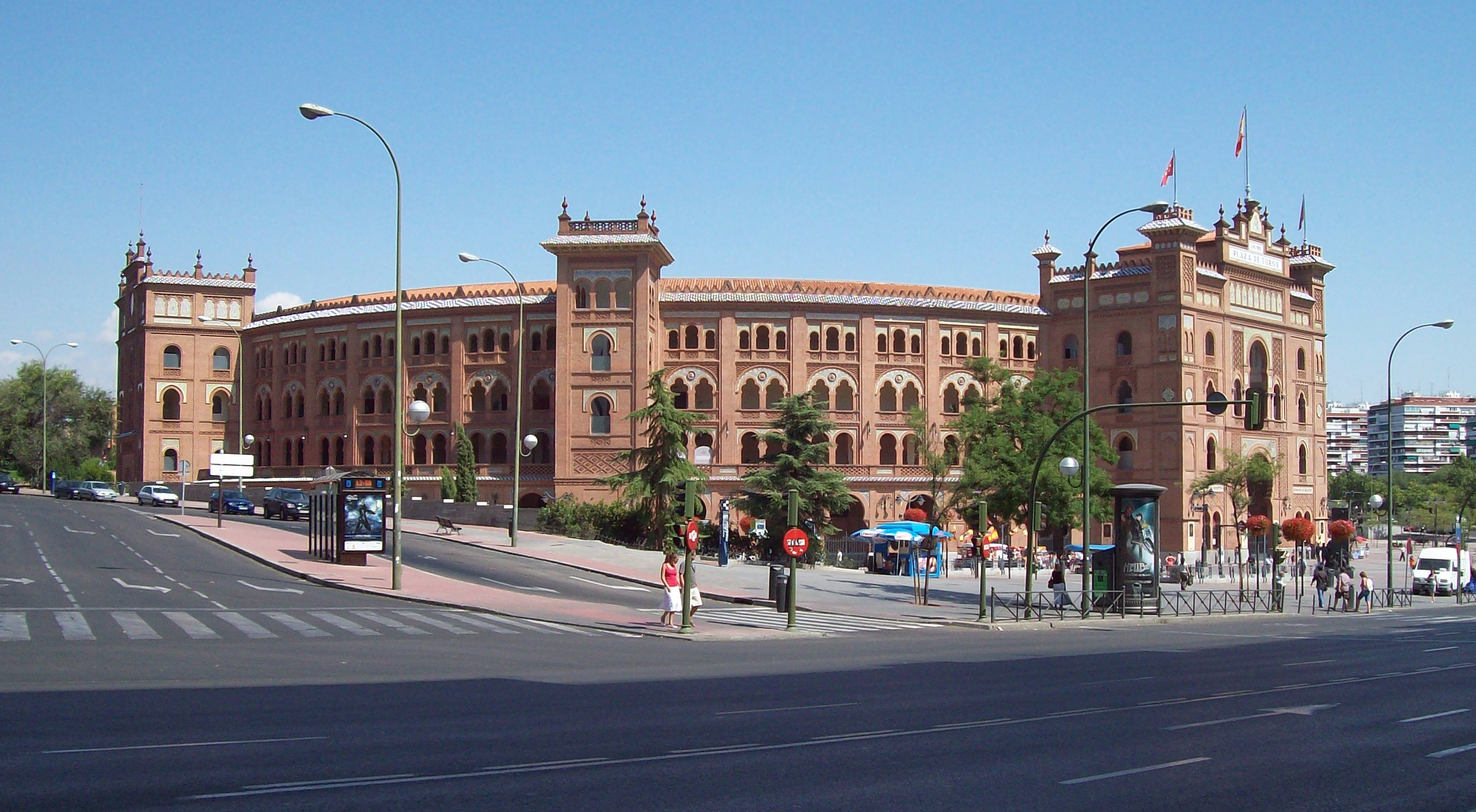
Stierenarena Las Ventas

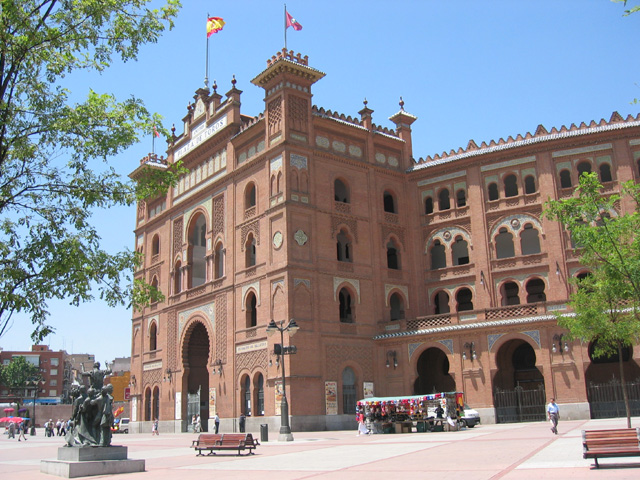
Buitenkant van de Arena Las Ventas

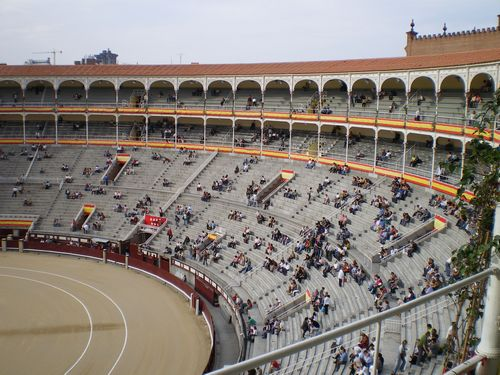
Tribune van Las Ventas

De Arena Las Ventas is de arena voor stierengevechten van Madrid. Stierenvechten is een traditie in landen als Spanje, (Zuid-)Frankrijk, Portugal en in Latijns-Amerika, waarbij een gevecht plaatsheeft tussen een of meer mannen en een of meer stieren. In het Spaans zijn verschillende benamingen voor stierenvechten in omloop; tauromaquia, corrida of toreo zijn de meest gebruikte.

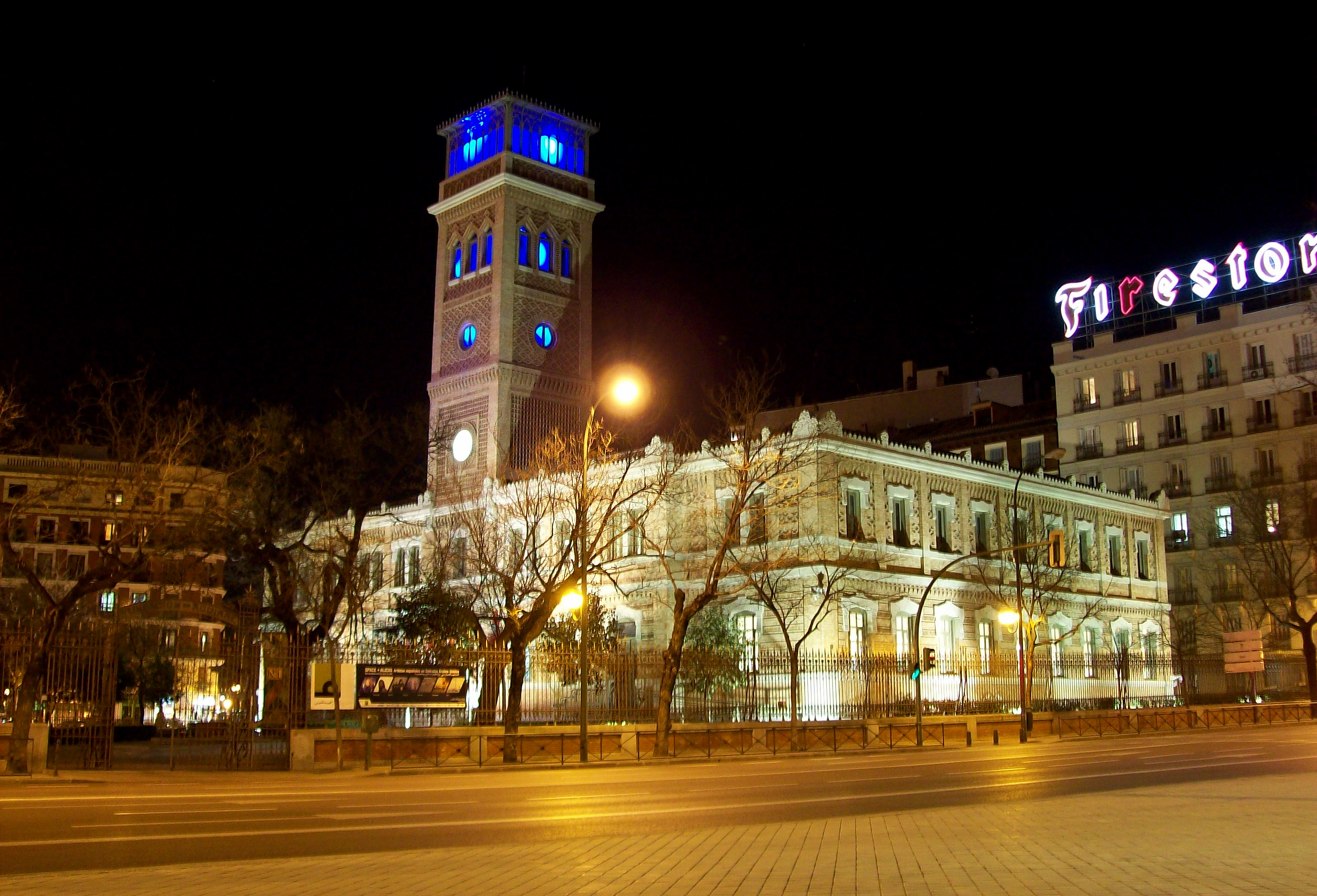
Casa Árabe
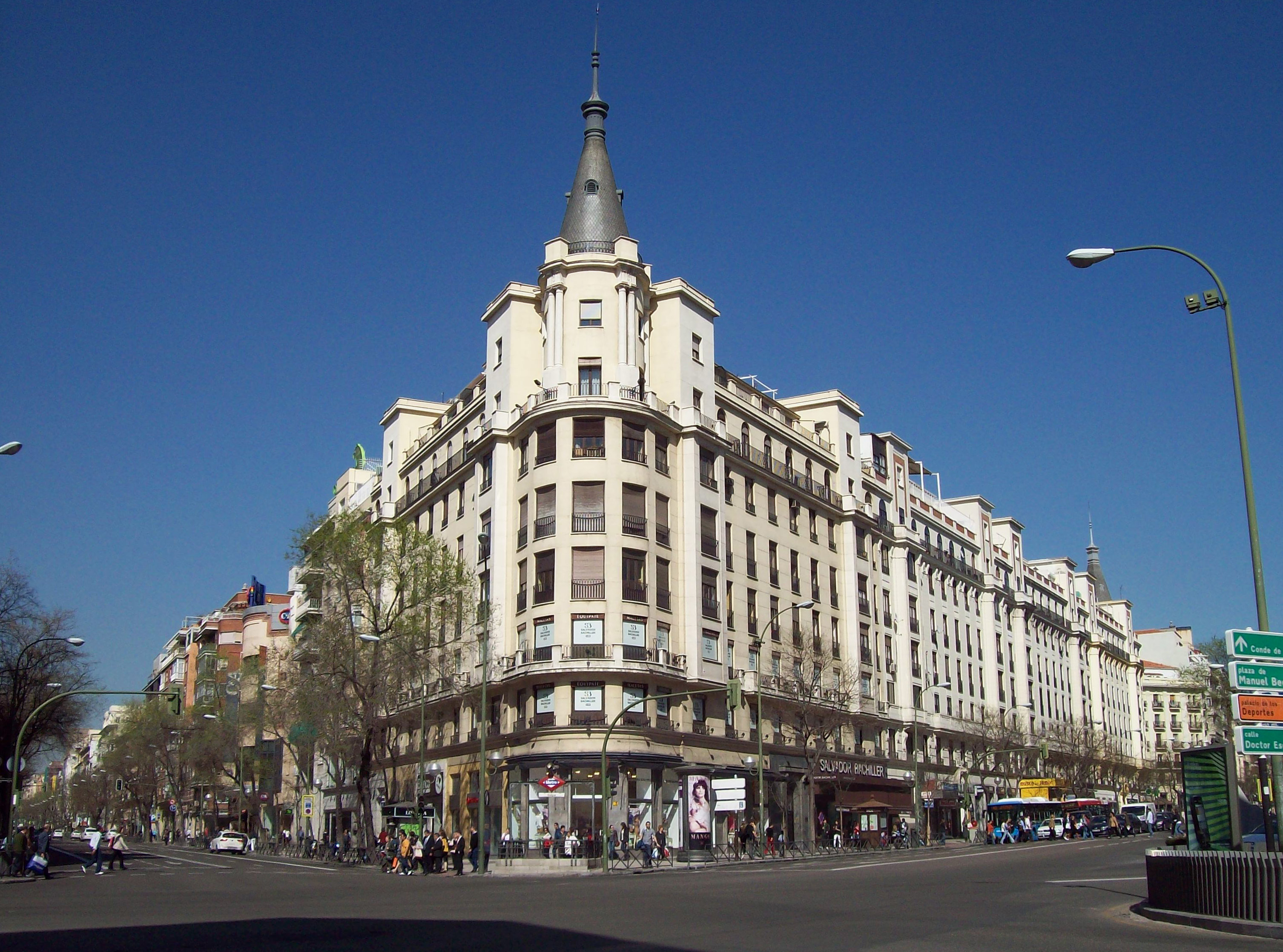
Calle de Alcalá
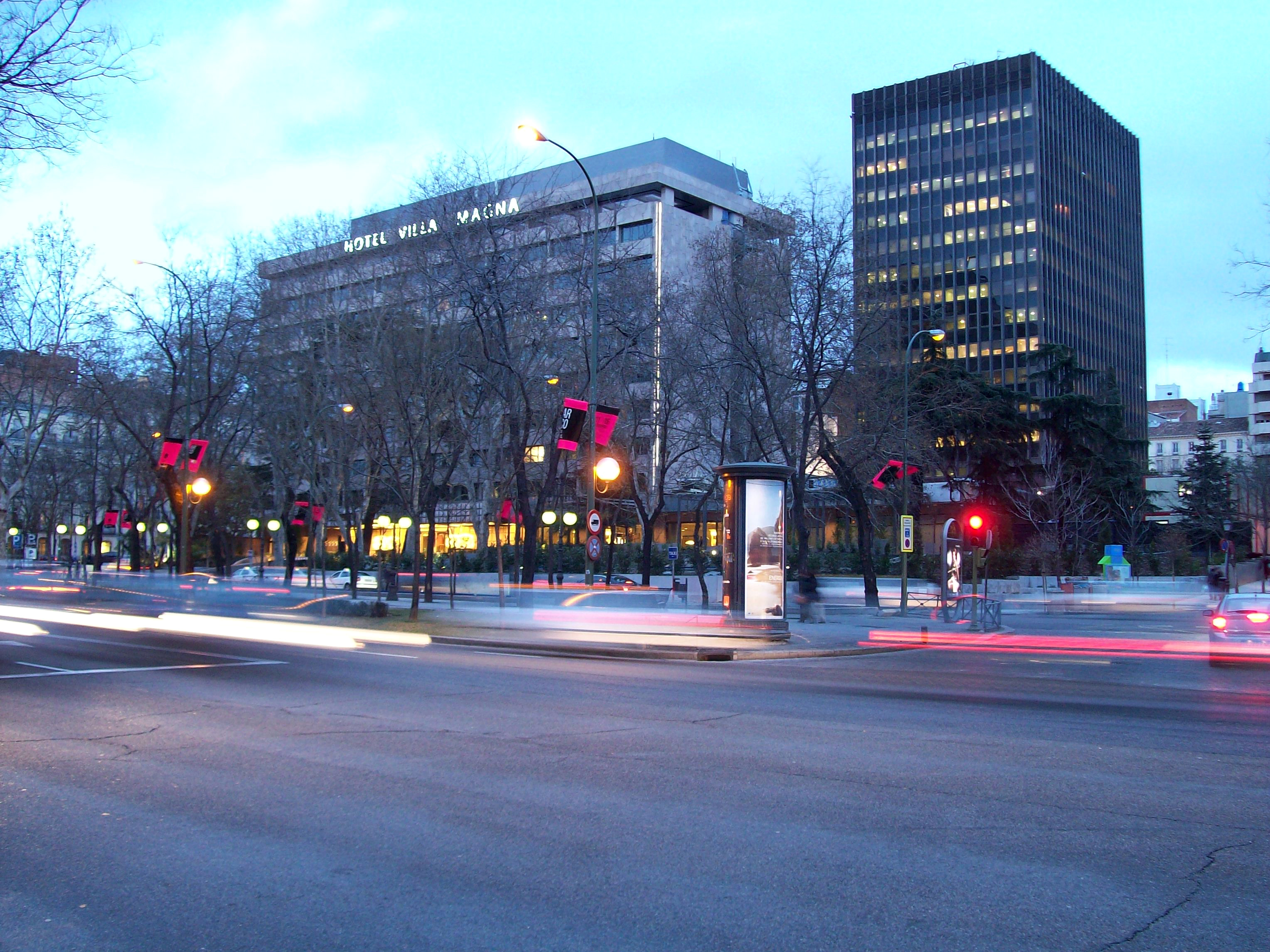
Paseo de la Castellana

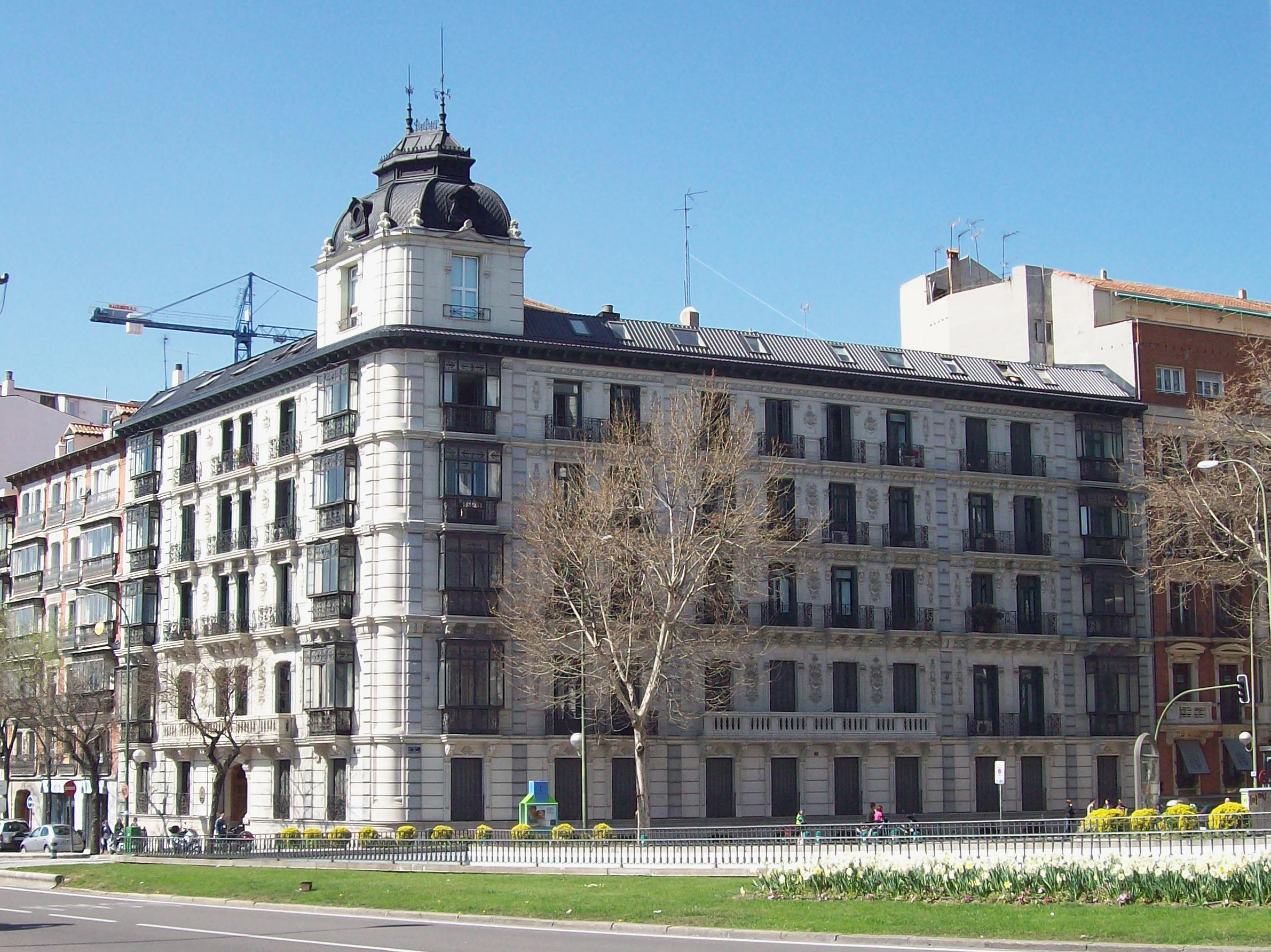
1903 house-palace
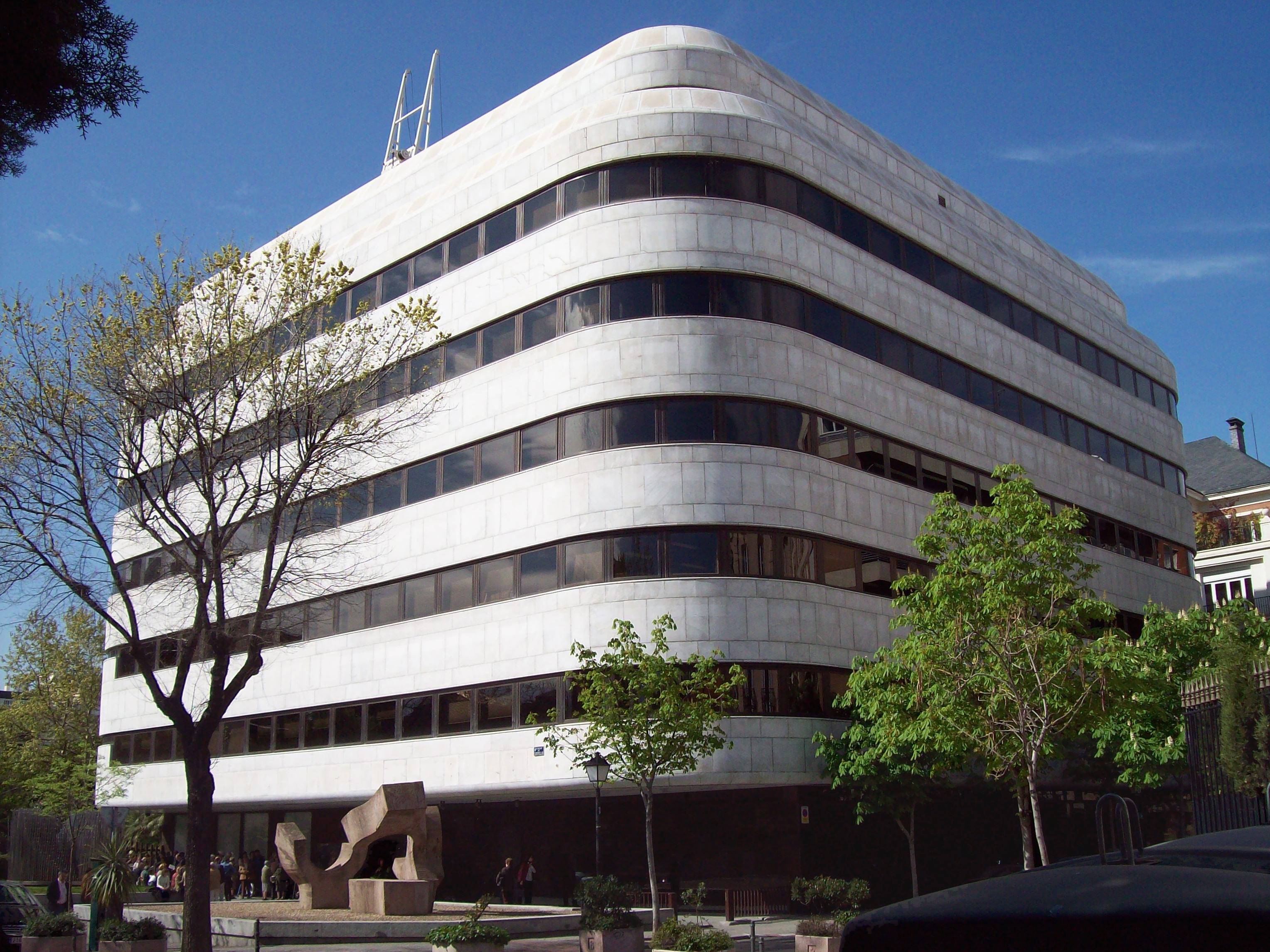
Fundación Juan March

## Wijken
- Recoletos
- Goya
- Fuente del Berro
- Guindalera
- Lista
- Castellana

Centro · Arganzuela · Retiro · Salamanca · Chamartín · Tetuán · Chamberí · Fuencarral-El Pardo · Moncloa-Aravaca · Latina · Carabanchel · Usera · Puente de Vallecas · Moratalaz · Ciudad Lineal · Hortaleza · Villaverde · Villa de Vallecas · Vicálvaro · San Blas · Barajas